# Bezludna wyspa
Bezludna wyspa – cykliczny talk-show emitowany w TVP2 od 1992 do 24 września 2006, prowadzony przez Ninę Terentiew.

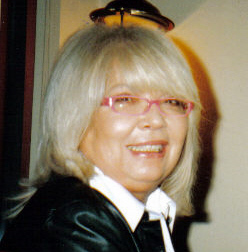
Nina Terentiew

## Formuła programu
Gośćmi niedzielnego programu były gwiazdy muzyki, kina, sportu i telewizji, które opowiadały o sprawach związanych ze swoim życiem prywatnym; dzieciństwie, miłości czy pracy zawodowej. Zazwyczaj gośćmi programu były trzy osoby. Na końcu miała miejsce zawsze muzyczna niespodzianka przygotowana przez autorów programu albo wykonywana przez samych gości programu.
Autorem i pierwszym reżyserem i scenarzystą był ówczesny dyrektor anteny Maciej Domanski.
Reżyserem programu był Piotr Łazarkiewicz, a autorami scenariusza byli Agata Młynarska, Nina Terentiew i Wojciech Mazurkiewicz.
Ostatni odcinek wyemitowano 24 września 2006. Jego gośćmi były aktorki Małgorzata Kożuchowska, Magdalena Wójcik i Aleksandra Woźniak. Z końcem września 2006 prowadząca program odeszła z Telewizji Polskiej do telewizji Polsat.